# Cogia
Cogia este un gen de fluturi din familia Hesperiidae. 

## Specii
- Cogia abdul Hayward, 1947
- Cogia aventinus (Godman & Salvin, [1894])
- Cogia azila Evans, 1953
- Cogia caicus (Herrich-Schäffer, 1869)
- Cogia cajeta (Herrich-Schäffer, 1869)
- Cogia calchas (Herrich-Schäffer, 1869)
- Cogia cerradicola (Mielke, 1967)
- Cogia elaites (Hewitson, 1867)
- Cogia grandis Riley, 1921
- Cogia hassan Butler, 1870
- Cogia hippalus (Edwards, 1882)
- Cogia mala Evans, 1953
- Cogia outis (Skinner, 1894)
- Cogia punctilia Plötz, 1882
- Cogia troilus Mabille, 1898